# Santo Antônio do Planalto
Santo Antônio do Planalto är en kommun i Brasilien.   Den ligger i delstaten Rio Grande do Sul, i den södra delen av landet, 1 500 km söder om huvudstaden Brasília. Antalet invånare är 1 987.
Trakten runt Santo Antônio do Planalto består till största delen av jordbruksmark. Runt Santo Antônio do Planalto är det glesbefolkat, med 9 invånare per kvadratkilometer.